# Компьюта Донцелла
Компьюта Донцелла из Флоренции (итал. Compiuta Donzella di Firenze o Fiorentina) — итальянская поэтесса 2-й половины XIII века.

## Биографические сведения
Считается первой достоверно известной поэтессой, писавшей на итальянском языке. Настоящее имя неизвестно. Компьюта Донцелла — так называемый сеньяль (окс. senhal, псевдоним на языке трубадуров), и означает «Совершенная молодая госпожа».
По-видимому, жила во Флоренции во второй половине XIII века. Её авторству принадлежат два изящных сонета: A la stagion che l’mondo foglia e fiora («Когда восходит цвет весенний новый») и Lasciar voria lo mondo e Dio servire («Хочу оставить мир и все соблазны»), а также третье стихотворение — сонет, являющийся половиной диалога-тенсоны (Ornato di gran pregio e di valenza). В ней поэтесса отвечает интересом на внимание анонимного поэта, желающего с ней встретиться. Стихи написаны на тосканском наречии, с использованием лексики и стиля трубадуров, и показывают хорошее знакомство с «провансализированной» поэзией сицилийской школы. Эти три стихотворения сохранились в единственной рукописи (Canzoniere Vaticano; Vaticano, Lat. 3793).
Мнение о ней как о литературной мистификации опровергается свидетельствами современников:
- Мастро Торриджано[4] написал ей два сонета[5] (Esser donzella di trovare dotta[6]; S’una donzella di trovar s' impegna), называя «божественной Сивиллой» и восхваляя талант, превосходящий способности обычной женщины[7]. Куртуазная поэтесса в Италии того времени и в самом деле явление необычайное, так как даже простая грамотность (особенно среди женщин) ещё не была частым явлением.
- Гвиттоне д'Ареццо упоминает её имя в своем 5-м письме[8], переложенном позднее Гвидо Гвиницелли в сонет Gentil donzella, di pregio nomata («Прекрасной именем достойной госпоже»)[9]. Возможно, это письмо адресовано именно ей.
- Вторая половина тенсоны (Gentil donzella somma ed insegnata), написанная анонимным поэтом-мужчиной[10]. Автором может быть Кьяро Даванцати, Мастро Торриджано[5], либо сам Гвиттоне д’Ареццо В тексте он сравнивает её с феей Морганой, Владычицей Озера и Констанцией Сицилийской.